# 철원 농산물검사소
철원 농산물검사소(鐵原 農産物檢査所)는 대한민국 강원특별자치도 철원군 철원읍 외촌리에 있는 일제시대의 건축물이다. 2002년 5월 31일 대한민국의 국가등록문화재 제25호로 지정되었다.

## 개요
작지만 잘 정돈된 비례감을 가지고 있으며, 오르내림 창호, 출입구의 모접기, 기둥상부와 천장의 모서리 처리수법 등에서 근대건축의 특징 및 당시의 건축수법을 많이 가지고 있다.
해방 후 인공치하에서는 불순분자 색출, 반공인사들의 체포 등 만행을 자행하던 검찰청으로 사용되기도 하였다.

## 현지 안내문

### 한글 설명
철원 농산물 검사소
鐵原 農産物 檢査所
국가등록문화재 제25호
철원 농산물 검사소의 원래 명칭은 곡물 검사소 철원 출장소(穀物 檢査所 鐵原 出張所)로서 1936년 당시 철원 지방의 농산물의 품질을 검사하던 공공 기관 건물이었다. 북한이 이 지역을 점거하던 무렵에는 북한이 검찰청 건물로 사용하며 시민을 수탈하고 불순분자 색출, 체포를 자행한 현장이다.
한국 전쟁 때 건물 원형이 일부 훼손되었지만, 현재 구철원 시가지 유적 중 거의 완전한 형태로 보존된 유일한 건물이다. 이 건물은 지상 2층 높이에 시멘트로 쌓은 건축물로서 작지만 잘 정돈된 비례를 보여준다. 근대 건축의 특징 및 당시의 건축 수법의 형태를 잘 보존하고 있다.

### 영문 설명
Agricultural Products Inspection Center of Cheorwon
National Registered Cultural Heritage No. 25
This two-story concrete building, built in 1936, originally housed the Agricultural Products Inspection Center of Cheorwon.
The Cheorwon area was under North Korean control during the period between liberation from Japanese colonial rule in 1945 and the Korean War (1950-1953). In this period, this building was used as the prosecutor’s office of the Workers’ Party of Korea, which was notorious for exploiting local farmers and arresting and torturing innocent civilians who were deemed uncooperative.
The building features architectural characteristics of the early 20th century, such as strong symmetry. Although it suffered damage during the Korean War, it is the only building of the old Cheorwon downtown that has kept its original condition relatively intact. For these reasons, it was listed as National Registered Cultural Heritage No. 25 in 2002.

## 같이 보기
- 철원근대문화유적센터

## 참고 자료
- 철원 농산물검사소 - 국가유산청 국가유산포털